# Núrio Domingos Matias Fortuna
Núrio Domingos Matias Fortuna (Luanda, 24 de marzo de 1995) es un futbolista angoleño que juega de defensor en el Volos F. C. de la Superliga de Grecia.

## Selección nacional
| Selección          | País   | Año   | Partidos | Goles |
| ------------------ | ------ | ----- | -------- | ----- |
| Selección absoluta | Angola | 2019- | 22       | 1     |

## Clubes
| Club                        | País     | Año       | Partidos | Goles |
| --------------------------- | -------- | --------- | -------- | ----- |
| S. C. Braga "B"             | Portugal | 2013-2017 | 86       | 1     |
| S. C. Braga                 | Portugal | 2014-2015 | 9        | 0     |
| AEL Limassol (cedido)       | Chipre   | 2016-2017 | 36       | 0     |
| Royal Charleroi             | Bélgica  | 2017-2020 | 85       | 2     |
| K. A. A. Gante              | Bélgica  | 2020-2025 | 140      | 5     |
| U. S. L. Dunkerque (cedido) | Francia  | 2025      | 5        | 0     |
| Volos F. C.                 | Grecia   | 2025-     |          |       |

## Palmarés

### Títulos nacionales
| Título          | Club           | País    | Año  |
| --------------- | -------------- | ------- | ---- |
| Copa de Bélgica | K. A. A. Gante | Bélgica | 2022 |